# Semotilus thoreauianus
Semotilus thoreauianus är en fiskart som beskrevs av Jordan, 1877. Semotilus thoreauianus ingår i släktet Semotilus och familjen karpfiskar. Inga underarter finns listade i Catalogue of Life.